# Aflorimentul de nisipuri tortoniene de lângă gara Naslavcea
Aflorimentul de nisipuri tortoniene de lângă gara Naslavcea (numit și, mai simplu, Aflorimentul de lângă gara Naslavcea) este un monument al naturii de tip geologic sau paleontologic în raionul Ocnița, Republica Moldova. Este amplasat la 2 km sud de stația de cale ferată Naslavcea, în zona aliniamentului căii ferate Naslavcea-Bîrnova. Are o suprafață de 1 ha. Obiectul este administrat de Distanța Ocnița a Căii Ferate din Moldova.

## Descriere
Aflorimentul se întinde pe două ravene amplasate la sud de stația de cale ferată Naslavcea: una amplasată la 1,5 km de stație, cea de-a doua la 2,2 km de ea. Ambele au o suprafață de câte 0,5 ha și sunt acoperite parțial de vegetație ierboasă.
În ravene au ieșit la suprafață nisipuri de vârstă badeniană, cu faună marină bogată cuprinzând peste 70 de specii, identificate de geologul V. Laskarev. Situl este unul din puținele locuri din Moldova cu fosile ale Badenianului. Fiind folosit ca punct de extragere a materialelor fosile încă din sec. al XIX-lea, aflorimentul este sursa mai multor colecții fosilifere.

## Statut de protecție
Obiectivul a fost luat sub protecția statului prin Hotărîrea Sovietului de Miniștri al RSSM din 13 martie 1962 nr. 111, iar statutul de protecție a fost reconfirmat prin Hotărîrea Sovietului de Miniștri al RSSM din 8 ianuarie 1975 nr. 5 și Legea nr. 1538 din 25 februarie 1998 privind fondul ariilor naturale protejate de stat. Deținătorul funciar al monumentului natural este Întreprinderea de Stat „Calea Ferată din Moldova”.
Conform situației din anul 2016, aria naturală nu are un panou informativ cu detalii despre monumentul geologic. Pentru a valorifica potențialul turistic al sitului, este necesară introducerea zonei în trasee turistice.